# Lasioglossum viride
Lasioglossum viride is een vliesvleugelig insect uit de familie Halictidae. De wetenschappelijke naam van de soort is voor het eerst geldig gepubliceerd in 1840 door Brullé.